# Кролевецький арматурний завод
Кролевецький арматурний завод — промислове підприємство в місті Кролевець Сумської області.

## Історія
У грудні 1963 року ЦК КПРС було затверджено програму розвитку нафтової та хімічної промисловості, яка передбачала розвиток трубопровідного транспорту та створення додаткових виробничих потужностей у машинобудуванні для забезпечення його потреб.
Відповідно до 7-го п'ятирічного плану розвитку народного господарства СРСР на базі реконструйованого металообробного заводу «Метал» у місті Кролевець у 1966 році був створений та став до ладу Кролевецький арматурний завод.
За радянських часів завод входив до числа провідних підприємств міста.
Після проголошення незалежності України державне підприємство було перетворено на акціонерне товариство. В умовах економічної кризи та розриву господарських зв'язків на початку 1990-х років становище підприємства ускладнилося.
Навесні 1994 року було укладено російсько-українську угоду про розрахунки за нафту і природний газ, що поставляються з Росії, поставками продукції ряду промислових підприємств України на умовах бартеру. Одним із учасників цієї програми став Кролевецький арматурний завод, який виготовляв для російської сторони трубопровідну арматуру. У серпні 1997 року в Києві було підписано ще одну торгову угоду між міністерством енергетики та електрифікації України та міністерством палива та енергетики Російської Федерації про розвиток виробничої кооперації, що розширило номенклатуру продукції Кролевецького арматурного заводу, яка постачається російській стороні.
До початку 2000-х років завод був містоутворювальним підприємством.
2000 року власники підприємства зуміли вивести активи заводу в ЗАТ «Кролевецьпромарматура», яке у 2001 році заклало їх у комерційному банку «Надра» в обмін на кредит у розмірі 1 млн. доларів США, в результаті 2001 року завод зупинив виробничу діяльність і був визнаний банкрутом. У 2004 році за сприяння промислової інвестиційної групи «Inter Car Group» власником підприємства стала компанія ТОВ «Армапром», підприємство відновило провадження, але у 2006 році Вищий господарський суд України підтвердив право власності банку «Надра» на майновий комплекс заводу. У червні 2007 року банк ухвалив рішення про продаж заводу за 2,2 млн доларів США.
Економічна криза, що почалася в 2008 році, ускладнила становище підприємства, але в першому кварталі 2009 року становище заводу стабілізувалося. У 2012 році завод входив до числа найбільших діючих промислових підприємств Кролевецького району.

## Сучасний стан
Завод спеціалізується на виробництві промислової трубопровідної арматури зі сталі, сірого та ковкого чавуну, сплавів кольорових металів для води, пари, нафтопродуктів, аміаку та інших рідин та газів, а також виготовляє виливки з чавуну, сталі, алюмінієвих сплавів, латуні та бронзи та інші металовироби. Продукція підприємства надходить у продаж під торговою маркою «КАЗ».